# HQ-9
HQ-9 ili Hóng Qí-9 je raketni sustav zemlja-zrak srednjeg/dugog dometa razvijen u Narodnoj Republiki Kina. Riječ je o modificiranoj varijanti protuzračnog raketnog sustava S-300PMU uvezenog iz Rusije. Antiradarska verzija ima oznaku FT-2000. Izvozna verzija zove se FD-2000 (Fang Dun 2000).

## Povijest razvoja
Osamdesetih godina prošlog stoljeća Narodna Republika Kina počela je razvijati dalekometni raketni sustav zemlja-zrak. Nakon što razvoj nije uspio, Narodna Republika Kina naručila je osam baterija S-300PMU od Rusije 1991. godine. Svi ovi sustavi isporučeni su Kini do sredine 1993. godine.  Sredinom 1990-ih pojavili su se prvi izvještaji o protuzračnom sustavu HQ-9, koji je izgledao nevjerojatno sličan ruskom sustavu S-300P. Prema kineskim informacijama, HQ-9 je vlastiti razvoj. Međutim, zapadni i ruski izvori pretpostavljaju da je HQ-9 obrnuto projektirana replika ruskog S-300PMU.  Rusija je pristala na prijenos tehnologije samo sa sustavima S-300PMU-1/2 naručenim 1994. i 2000. godine. Prvi sustavi HQ-9 isporučeni su Narodnooslobodilačkoj vojsci za testiranje trupa sredinom 1990-ih. Godine 1997. HQ-9 je konačno bio operativan. Nakon toga sustav je više puta dorađivan i moderniziran. Proizvođač je UO Tvornica 283. 

## Tehnologija
Baterija HQ-9 sastoji se od šest TAS5380 TEL kamiona povezanih s HT-233 3D C-pojasnom monopulsnom faznom antenskom rešetkom, a sve je povezano s TWS-312 stanicom za upravljanje vatrom. Vojni stručnjaci nagađaju da je radar za upravljanje vatrom HT-233 izveden iz ruskog radara 30N6E. Radar radi na 300 MHz i ima domet od oko 120 km.  Radar može istovremeno otkriti 100 zračnih ciljeva i pratiti oko 50 ciljeva. Nekoliko radara za traženje može se koristiti s HQ-9, uključujući Type 305A, JY-29, JY-11B, YLC-18, YLC-20, kao i Type 120 niskoleteći radar. 

## Raketa
Prve rakete HQ-9 temeljene su na ruskoj raketi 5W55R iz S-300PMU, a kasnije rakete HQ-9 temeljene su na raketama 40N6 iz S-300PMU-1.   Ukupna masa je između 1,3-1,8 tona s duljinom od 6,3-6,8 metara. Ovisno o verziji, raketa je opremljena bojevom glavom od 133-180 kg. Najveća brzina je 4,2 Macha, a najveći domet 125 km. Upravljanje se vrši pomoću 3D upravljanja vektorom potiska. Po četiri cilindrične transportne i lansirne kapsule ugrađene su na lansirnu raketu TAS5380A. Projektili se lansiraju okomito. Projektili se uz pomoć katapulta izbacuju iz transportno-lansirnih kontejnera na visinu od oko 20 metara, tek tada se pali raketni motor na kruto gorivo.

## Vanjske poveznice
- DW.com: Za što je sposoban kineski sustav protuzračne obrane HQ-9? (Engleski)